# Casa-Museu Mestre João da Silva
A Casa Museu João da Silva localiza-se na Rua Tenente Raul Cascais, ao Rato, em Lisboa.
Constitui esta casa o espólio e o atelier do escultor João da Silva (1880-1960) com peças em barro, gesso, moldes, bronzes, porcelanas e medalhas, desenhos, entre outras peças da autoria deste escultor.
Encontra-se actualmente encerrada, por falecimento de Gabriela Silva aos 94 anos de idade, filha do escultor João da Silva, que era usufrutuaria da casa e do acervo, que o seu pai e a sua madrasta legaram à Sociedade Nacional de Belas Artes (SNBA), por testamentos de ambos, datados de 27 de agosto de 1952. O litígio quanto ao direito e acesso à colecção, entre a SNBA e terceiros, entrou no foro judicial em 2003, e só terminou em 2018, por acordo judicial entre as partes litigantes.

## O Legado

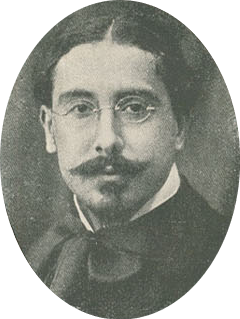
João da Silva

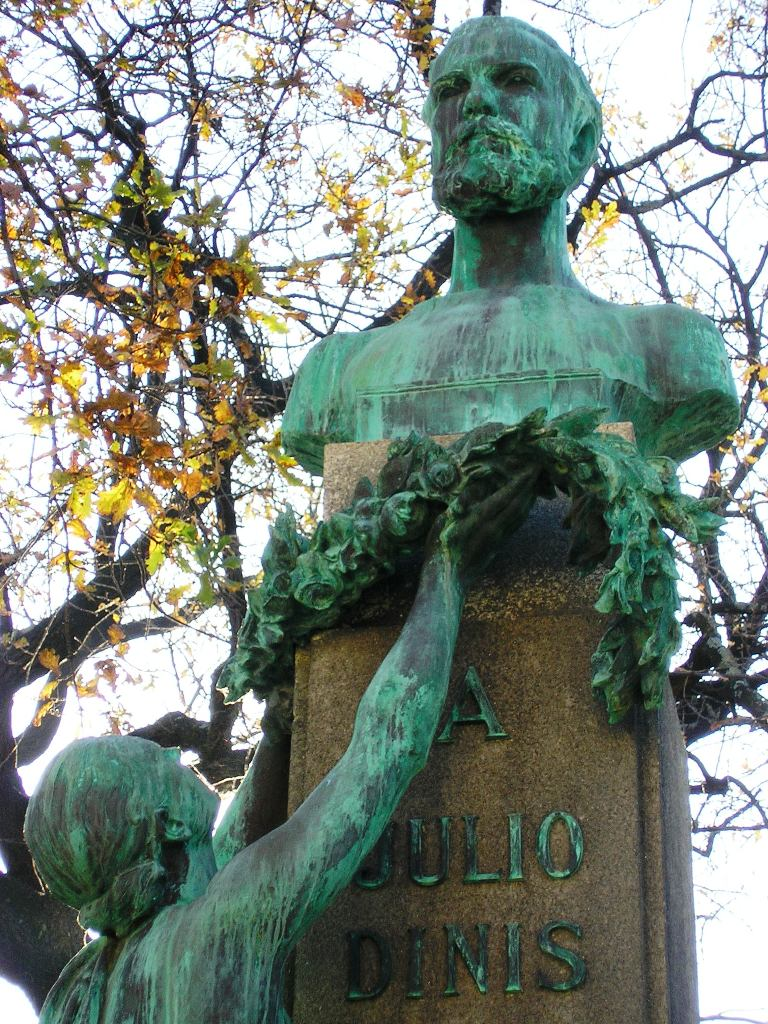
Busto de Júlio Dinis no Porto.

Resultou do acordo judicial que a totalidade do espólio e do edificado reverteram a favor da SNBA. Contudo o encerramento judicial do edifício durante mais de 15 anos provocou a sua grave deterioração, e prejudicou grandemente muitos espécimes, como os pequenos modelos e moldes em gesso, desenhos e documentos, muitos deles peças únicas. 
Desde 2018 a SNBA tem a plena posse e acesso ao edifício e ao seu conteúdo, e assim colocou de imediato em marcha o estudo, a inventariação, a recuperação e o restauro do espólio do escultor João da Silva, assim como o respetivo projeto de musealização e recuperação do edificado, que está ser desenvolvido por pessoas e entidades devidamente qualificadas.